# Studievaardigheden
Studievaardigheden zijn vaardigheden die nodig zijn bij een studie. Het gaat om vaardigheden zoals het verzamelen en lezen van informatie, het onderscheiden van hoofd- en bijzaken, aantekeningen maken, samenvatten en presenteren. 

## Basisschool
Met het leren van studievaardigheden wordt al begonnen op de basisschool. Daar wordt begonnen met het leren lezen van teksten, schema's, tabellen, grafieken en kaarten. Ook leren de leerlingen het gebruik van informatiebronnen zoals het internet, een atlas en een woordenboek. Studievaardigheden zijn een onderdeel van de in Nederland gebruikte cito eindtoets basisonderwijs, waarmee getoetst wordt wat de leerlingen er nog van weten. Omdat deze CITO-toets belangrijk is voor de toegang tot het voortgezet onderwijs is er ook uitgebreid oefenmateriaal voor deze toets.

## Voortgezet onderwijs
In het voortgezet onderwijs wordt nog meer aandacht besteed aan studievaardigheden en dan met name aan zaken als: woordjes leren, talen leren, onderzoek doen, interviewen, samenvatten, (mindmap) schema's maken, presenteren en het voorbereiden op een schoolexamen. De studievaardigheden worden hier niet meer expliciet getoetst.

## Universiteit
Op de universiteit wordt zelfstandiger gewerkt, met minder contacturen en meer vrijheid voor de studenten om vakken te kiezen en hun eigen tijd in te delen. Dan zijn zaken belangrijk als het oriënteren op de lesstof, een studieplanning, het voorbereiden en bijwonen van colleges, het relateren en structuren (verbanden zien), het bestuderen van (grotere) teksten, aantekeningen maken, een uittreksel maken, het omgaan met (examen)stress en tentamens doen.